# عبد الرحمن ايت خموش
عبد الرحمن ايت خموش (ولد 9 نوفمبر 1986) هو رياضي بارالمبي (الألعاب الأولمبية للمعاقين) من إسبانيا . مغربي الأصل وهاجر إلى إسبانيا وحصل على الجنسية في أغسطس 2008 . تنافسه الأساسي كان في المسافات المتوسطة فئة T46 وأحداث الماراثون، 
عبد الرحمن مَثل أسبانيا في البارالمبية الصيفية لعامي 2008 و 2012، وأحرز الميدالية الفضية في 1500 متر سباحة والميدالية البرونزية في 800 متر سنة 2008، بالإضافة إلى الميدالية الفضية في ماراثون 2012.

## حياته
وُلد عبد الرحمن خموش في 9 نوفمبر عام 1986 بالمغرب، وهو ثاني أصغر طفل في عائلته.
بُترت ذراعه نتيجة لسقوطه عندما كان طفلاً والذي أدى إلى مضاعفات طبيه تسببت بإصابته بالغرغرينا، ولم يكن هناك خيار للأطباء سوى بتر ذراعه اليمنى حتى الكتف تقريباً.
عندما كان عمره 15 سنة - أي ما زال قاصراً - حاول دخول إسبانيا ثلاث مرات بطريقة غير شرعيه عبر القوارب من مدينة العيون حتى جزر الكناري، وقد رأي الناس تموت خلال رحلاته ، و في نهاية المطاف حصل على قارب للفويرتيفنتورا ودخل أسبانيا بنجاح عام 2001، ومن هناك سافر إلى مدريد ثم استقل القطار إلى برشلونة مع زملائه.
كان عبد الرحمن يتحدث الإنجليزية والفرنسية والعربية لذا حصل على أول عمل له في برشلونة، وهو مُرافق للناس في موقف للسيارات بسبب لغته الفرنسية، بعدها حصل على الجنسية الاسبانيه في 25 أغسطس 2008 .
كتب سيرته الذاتية بعنوان «الملاك صاحب الجناح الأعوج» وترجمت إلى الأسبانيه.
في عام 2013 حصل على الميدالية الفضية " Real Orden al Mérito Deportivo "

## الألعاب الرياضية
عبد الرحمن متنافس أساسي في أحداث الماراثون و فئة T46 مسافات متوسطة للألعاب البارالمبية ، كان سباقه الرياضي الأول سباقا نظمه سائحون فرنسيون في المغرب مسقط رأسه ، وقد فاز في السباق وكانت جائزته شاحنة زرقاء صغيره . بعد السباق طلب قبوله في اللجنة البارالمبية المغربية للمنافسة في ألعاب القوى لكنها رفضته استناداً على بعض العوامل .
بعد وصوله أسبانيا استطاع أن يحصل على مكان في سباق برشلونة الذي نظمه الكورت انغليس عام 2003 ، فلقد جذبه إهتمام عبد الرحمن وتدريبه ، وبعد ذلك تنافس في جميع سباقات المنطقة ، وقد ساعده بعد ذلك اتحاد كاتالونيا لألعاب القوى وغيره في الحصول على الجنسية الإسبانيه في التوقيت المناسب له حتى يمثل أسبانيا في أولومبياد المعاقين الصيفي لعام 2008 .
كان أول نادي ينتمي إليه عبد الرحمن في إسبانيا هو نادي نو باررس الرياضي .
1. عام 2004 ، شارك في البطولة الإسبانية الوطنية للمعاقين حيث فاز بالميدالية الذهبية في سباق 800 متر.
2. عام 2005، حصل على منحة دراسية من اللجنة البارالمبية الإسبانية.
3. عام 2008 ، تدرب في مركز الأداء العالي سان كوجات ( في برشلونة ).
4. 2011 ، تنافس في بطولة العالم لألعاب القوى IPC حيث كان واحداً من 32 منافساً يمثلون أسبانيا .
5. عام 2012 ، استفاد مِن خطة ADO € 2500 للتدريب في منحة دراسية ، و سجل رقما قياسيا عالميا في ماراثون برشلونة .
6. خسر منحة دراسية في كاتالونيا وهو قرار علله ببعض الأسباب السياسية.
7. في يوليو عام 2013 ، شارك في بطولة العالم لألعاب القوى IPC.
8. في نوفمبر تشرين الثاني عام 2013 ، نافس في سباق جان بوين-غران بريميو اليانز في برشلونة.

آيت خموش تنافس في الألعاب البارالمبية الصيفية لعام 2008 في بكين بالصين.
هناك حصل على الميدالية الفضية في سباق T46 -  1500 متر والميدالية البرونزية في سباق T46 - 800 متر .
بعد أربع سنوات ، شارك في أولمبياد المعاقين في لندن صيف 2012 ، وبريطانيا، وهناك حصل على الميدالية الفضية في سباق الماراثون للرجال - T46 .
في عام 2008 ، كان أو شخص من المغرب يفوز بميدالية الألعاب الأولولمبية للمعاقين، ورآه والداه وهو يتسلم الميدالية على شاشة التلفاز في المغرب.
فاز عبد الرحمن بالمرتبة الثانية في أولومبياد لندن T46، بسبب إصابته بنوبة من السعال على بعد 400 متر من نهاية السباق ، فقد كان يتسابق وهو مصاب بالأنفلونزا.

## روابط خارجية
- عبد الرحمن ايت خموش على موقع Paralympic.org (الإنجليزية)
- عبد الرحمن ايت خموش على موقع اللجنة البارالمبية الإسبانية (الإسبانية)